# 第一代聖奧爾本斯公爵查爾斯·博克萊爾
第一代聖奧爾本斯公爵查爾斯·博克萊爾（英語：Charles Beauclerk, 1st Duke of St Albans，1670年5月8日—1726年5月10日），是英格蘭國王查理二世與情婦奈爾·圭恩之子。1676年受封為伯福特伯爵（Earl of Burford），1684年封聖奧爾本斯公爵。

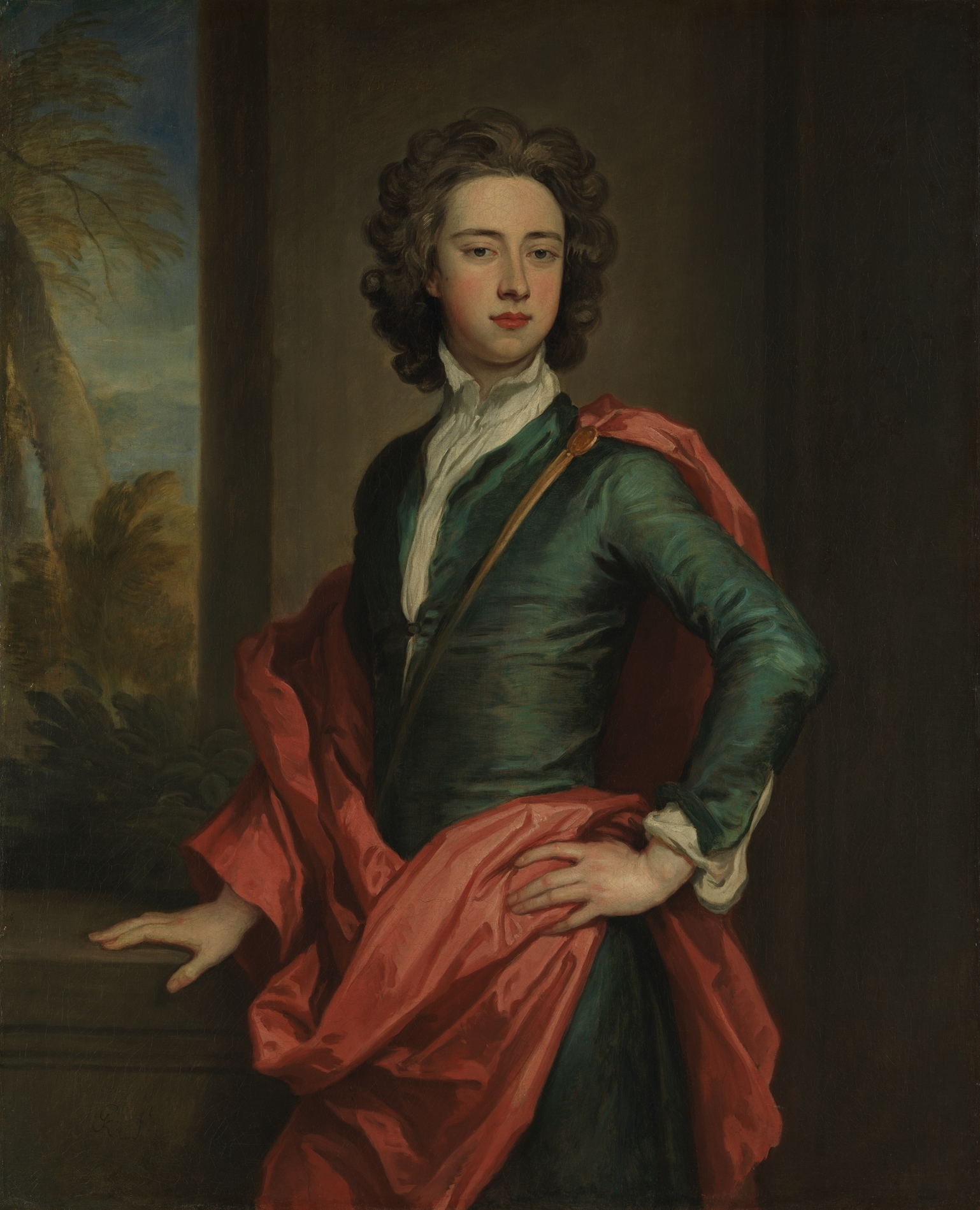
聖奧爾本斯公爵查爾斯·博克萊爾

## 家庭
1694年，查爾斯·貝爾克勒與黛安娜·德維爾結婚，兩人共有七個兒子：
1. 查爾斯（英语：Charles Beauclerk, 2nd Duke of St Albans）（1696年—1751年），第二代公爵
2. 威廉（1698年—1733年）
3. 維爾（英语：Vere Beauclerk, 1st Baron Vere）（1699年—1781年）
4. 錫德尼（英语：Lord Sidney Beauclerk）（1703年—1744年）
5. 喬治（1704年—1768年）
6. 詹姆斯（1709年—1787年）
7. 奧布里（1710年—1741年）